# Otto Schönherr
Otto Schönherr (Chemnitz, 1 de diciembre de 1861 – Dresde, 25 de diciembre de 1926) fue un químico alemán.

## Vida
Entre 1880 y 1884, Otto Schönherr estudió química en la Universidad Técnica de Dresde y, tras finalizar sus estudios, trabajó durante varios años en la industria química. En primer lugar, fue analista en la compañía Merck & Co., en Hamburgo. Más tarde, trabajó como gerente de una fábrica de fertilizantes cerca de Goslar.
En 1894, Schönherr entró a trabajar en el grupo de Karl Elbs en la Universidad de Gießen, donde se dedicó al campo de la electroquímica. Al año siguiente, en 1895, obtuvo su doctorado y en junio de 1896 entró a trabajar en la compañía química BASF.
En 1899 y alentado por el químico Heinrich von Brunck, Schönherr comenzó a intentar desarrollar un proceso para la fijación electrotérmica del nitrógeno atmosférico, de potencial interés para la fabricación de abono. Este proceso consistía básicamente en transformar el nitrógeno atmosférico, que se encuentra en su forma molecular (N2), en una especie más reducida fácilmente asimilable por los organismos vivos, el amoníaco (NH3).
Por aquella época, llegaron a oídos de los ingenieros noruegos Kristian Birkeland y Sam Eyde las investigaciones de Schönherr sobre la fijación de nitrógeno atmosférico y decidieron ponerse a trabajar para lograr desarrollar un instrumento que permitiera llevar a cabo dicho proceso antes de que Schönherr lo lograra. Así, para el año 1903, los noruegos habían desarrollado un proceso de fijación de nitrógeno atmosférico en el que se combinaba el uso de un arco eléctrico con un potente campo magnético. No fue hasta dos años más tarde, en 1905, cuando Schönherr, en colaboración con el ingeniero eléctrico Johannes Hessberger, patentó un horno de fijación de nitrógeno atmosférico que empleaba un arco eléctricio en ausencia de campo magnético.
En 1908 recibió la medalla Liebig.

## Proceso de fijación de nitrógeno atmosférico
El dispositivo desarrollado por Schönherr y Hessberger consistía en un horno cilíndrico de entre 5 y 7 metros de longitud. En el extremo inferior se sitúa un electrodo aislado formado por un cilindro de hierro insertado en un bloque de cobre refrigerado con agua. Este electrodo inicia la formación del arco eléctrico en el electrodo principal interno. El sistema se alimenta con aire desde la parte inferior, asciende por un conducto a lo largo del horno y después recorre otro conducto descendente que rodea la cámara que contiene el electrodo principal interno, donde se precalienta. A continuación, el aire se introduce en la región de descarga eléctrica generando un vórtice gaseoso. Este diseño proporciona un tiempo largo de contacto entre el aire y el arco eléctrico, aumentando la eficiencia del proceso. La mezcla final de gases se extrae por una boquilla situada cerca del extremo inferior. El consumo eléctrico del proceso era de aproximadamente 67000 kWh por tonelada de nitrógeno.
Esta elevada necesidad de suministro de energía eléctrica llevó a BASF a construir el primero de estos hornos cerca de una central hidroeléctrica en el río Alz, en Baviera. Sin embargo, BASF, consciente de la importancia comercial de dominar el proceso de fijación del nitrógeno atmosférico (o lo que es equivalente, la síntesis de amoníaco), decidió invertir también en el sistema desarrollado por los noruegos Birkeland y Eyde. De esta manera, en 1906 BASF llegó a un acuerdo cooperativo con la empresa noruega Norsk Hydro, propietaria de la patente de Birkeland y Eyde (Sam Eyde fue el fundador de la empresa). En 1907, Norsk Hydro inauguró su primera planta experimental para la síntesis de amoníaco empleando el sistema Birkeland-Eyde, situada en Kristiansand.
Finalmente, ambos procesos demostraron ser poco eficientes y fueron reemplazados gradualmente entre 1910 y 1920 por el proceso de Haber y su combinación con el método de Ostwald, desarrollados por los químicos Fritz Haber y Wilhelm Ostwald, respectivamente.